# Sully - Morland (metrostation)
Sully – Morland er en station på metronettet, beliggende i Paris' 4. arrondissement. Stationen betjener metrolinje 7, og den blev åbnet 3. juni 1930.
Da den blev åbnet, hed stationen kun Pont Sully, idet den da var opkaldt efter broen Pont de Sully, som igen har fået navn efter Maximilien de Béthune, Baron af Rosny, Hertug af Sully (1560-1641), som var ven med og minister for kong Henrik 4. af Frankrig.
Senere blev Morland tilføjet. Dette navn har tilknytning til Boulevard Morland, som er opkaldt efter François-Louis Morlan (udtales Morland) (1771-1805), en oberst ved Chasseurs de la Garde, som faldt ved Austerlitz. Hans legeme blev sendt hjem i en romtønde.
Pont de Sully-broen krydser Seinen og forbinder Paris' 4. og 5. arrondissement med Île Saint-Louis via den østlige ende af Boulevard Saint-Germain.
Metrostasjonen Sully – Morland ligger nær to museer: Salle des Traditions de la Garde républicaine på boulevard Henri IV 18, et militærmuseum, som viser Garde républicaines historie fra 1802, og Pavillon de l'Arsenal på Boulevard Morland 21. Det sidste er et center for dokumentation og udstillinger om Paris' arkitektur og byplanlægning.

## Trafikforbindelser
- RATP

## Galleri
- Metrotog i serien MF77 ved perronen på stationen.
- Pont de Sully: Metrostationen ligger til højre for broen.